# Hilton
Hilton je priimek več oseb:
- Richard Hilton, britanski general
- Ronald Richard Byron Hilton, britanski general
- Conrad Nicholson Hilton, ameriški podjetnik hotelir
- Paris Whitney Hilton, model in dedinja Hotelov Hilton
- James Hilton, britanski pisatelj